# Майкъл Адамс
Майкъл Адамс (Michael Adams) е английски шахматист, международен гросмайстор.
Шампион е на Великобритания 2 пъти (1989, 1997). Най-високият му ЕЛО коефициент е 2755, достигнат през юли 2000 г.
Занимава се професионално с шахмат от 17-годишна възраст. Избиран е за шахматист на годината във Великобритания 10 пъти (1990, 1993 – 1996, 1998 – 2002).

## Турнирни победи
- 1995 – Дос Ерманас (заедно с Гата Камски и Анатолий Карпов)
- 1998 – Дортмунд (Владимир Крамник и Пьотър Свидлер)
- 1999 – Дос Ерманас

## Участия в олимпиади
Майкъл Адамс има 9 участия в шахматни олимпиади. Спечелил е 2 медала – отборен (бронз, 1990) и индивидуален (бронз, 2004). Общо изиграва 100 партии на олимпиадите, като постига резултат 40 победи, 50 равенства и 10 загуби. Най-успешната му олимпиада е през 2004 г., когато печели 10 точки от 13 партии (7+ 0– 6=).
| Година | Организатор | Отбор  | Класиране (отборно) | Дъска    |
| 1990   | Нови Сад    | Англия | 3                   | Четвърта |
| 1992   | Манила      | Англия | 10                  | Трета    |
| 1994   | Москва      | Англия | 4                   | Втора    |
| 1996   | Ереван      | Англия | 4                   | Втора    |
| 1998   | Елиста      | Англия | 11                  | Първа    |
| 2000   | Истанбул    | Англия | 7                   | Първа    |
| 2002   | Блед        | Англия | 7                   | Първа    |
| 2004   | Калвия      | Англия | 30                  | Първа    |
| 2006   | Турин       | Англия | 19                  | Първа    |